# Colopus wahlbergii
Colopus wahlbergii är en ödleart som beskrevs av  Peters 1869. Colopus wahlbergii ingår i släktet Colopus och familjen geckoödlor.

## Underarter
Arten delas in i följande underarter:
- C. w. wahlbergii
- C. w. furcifer